# Wiski (kolonia w powiecie radzyńskim)
Wiski – kolonia w Polsce położona w województwie lubelskim, w powiecie radzyńskim, w gminie Komarówka Podlaska.
W latach 1975–1998 miejscowość administracyjnie należała do województwa bialskopodlaskiego.
Kolonia Wiski stanowi samodzielną jednostkę administracyjną  graniczącą od południa z wsią Wiski, od wschodu granicę wytycza Kanał Wieprz-Krzna.